# 安陵堆遗址
安陵堆遗址，位于山东省菏泽市曹县刘岗乡孙庄，是中华人民共和国山东省文物保护单位之一。
1977年12月23日，授予山东省文物保护单位，是一座古遗址。